# Großer Preis von Frankreich 1958
Der Große Preis von Frankreich 1958 (offiziell XLIV Grand Prix de l’ACF) fand am 6. Juli auf dem Circuit de Reims-Gueux in Reims statt und war das sechste Rennen der Automobil-Weltmeisterschaft 1958.

## Bericht

### Hintergrund

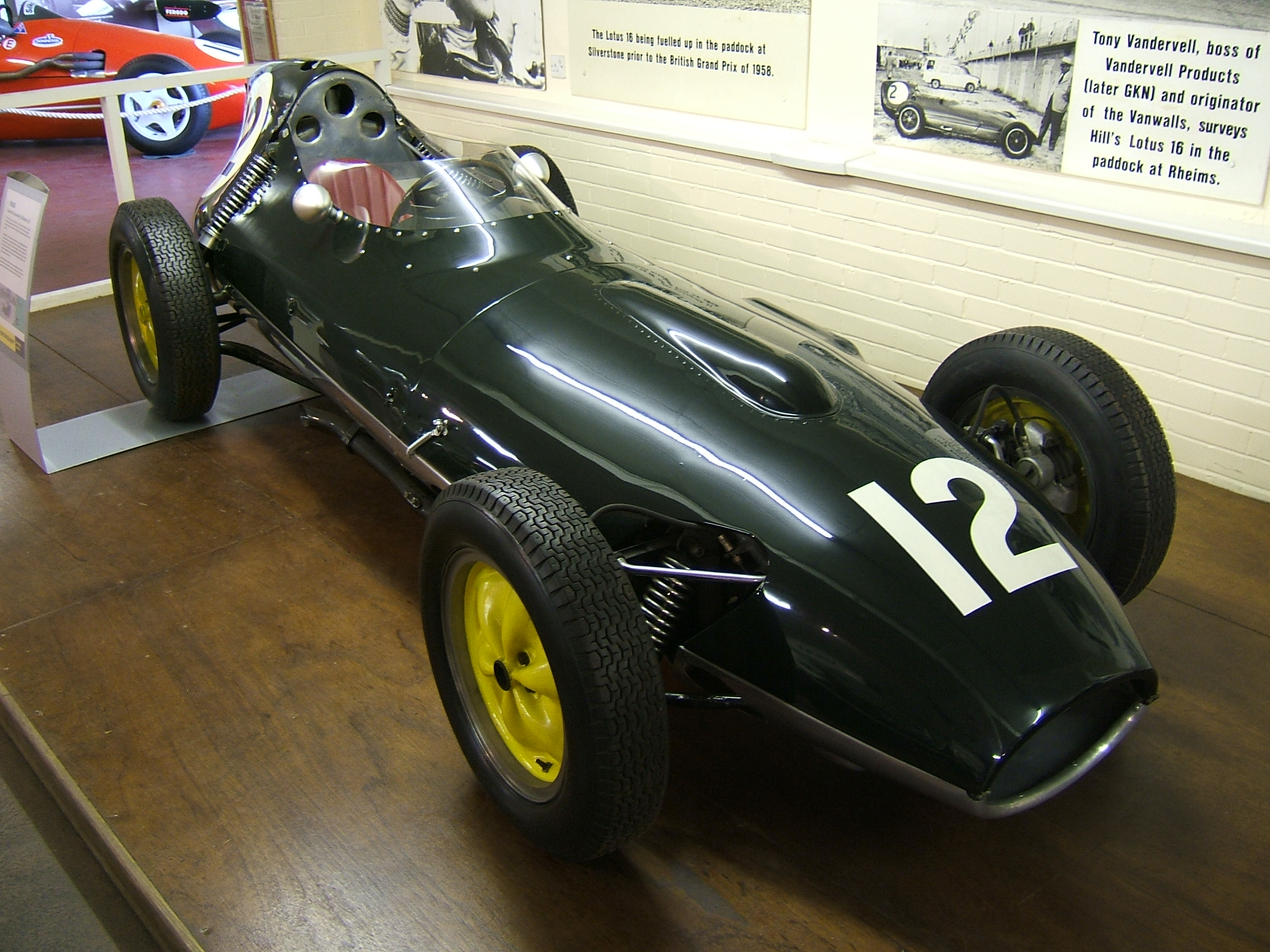
Debütrennen Lotus 16

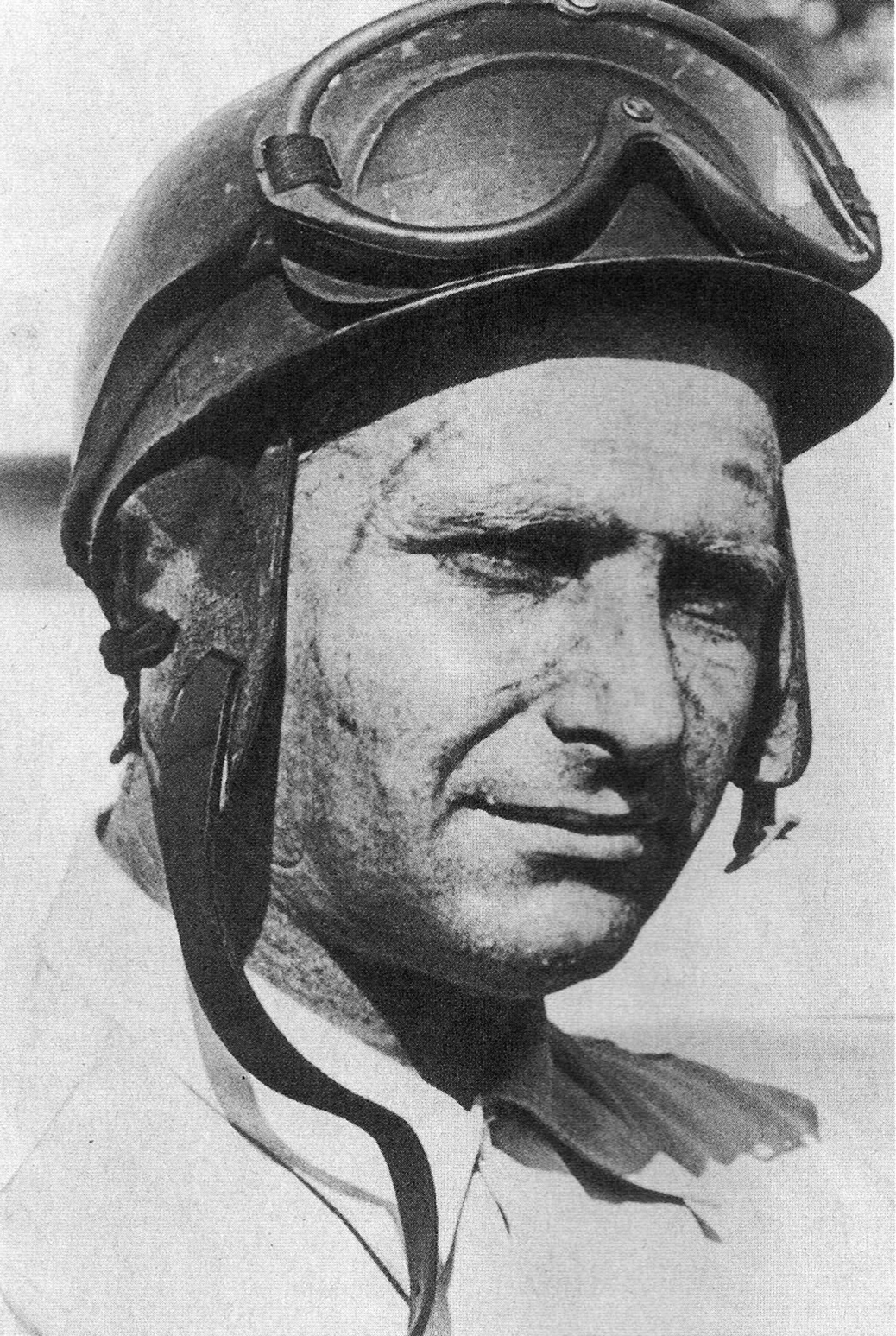
Letztes Rennen von Juan Manuel Fangio

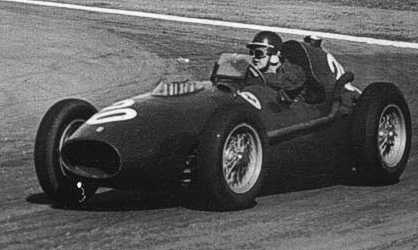
Erster Sieg des Dino 246F1 (Mike Hawthorn beim Großen Preis von Argentinien 1958)

Zur Halbzeit der Saison entwickelte sich die Fahrer- und Konstrukteursweltmeisterschaft immer mehr zum Duell zwischen Ferrari und Vanwall. Vanwall gewann bereits zwei Rennen, Ferrari noch keins in der laufenden Saison, verbesserte den Auftritt seiner Wagen in den letzten Rennen jedoch deutlich. Ferrari holte als vierten Fahrer neben den Stammfahrern Luigi Musso, Mike Hawthorn und Peter Collins Wolfgang Graf Berghe von Trips zurück ins Team und ließ ihn die nächsten vier Rennen für die Scuderia Ferrari fahren. Die Position von Collins im Team war vor dem Rennen unsicher, da Enzo Ferrari ihn wegen nachlassender Leistungen nur in der Formel 2 einsetzen wollte, doch Hawthorn setzte sich für seinen Freund ein, wodurch er doch ein Ferrari-Cockpit beim Großen Preis von Frankreich 1958 bekam. Auch B.R.M. stellte einen zusätzlichen Wagen bereit, neben Harry Schell und Jean Behra fuhr Maurice Trintignant einmalig für das Team, da das Rob Walker Racing Team erneut nicht zum Grand Prix antrat.
Während Vanwall und Cooper bei ihrer Wagen- und Fahrerkonstellationen blieben, nahm Team Lotus mit einem neuen Wagen für Graham Hill am Rennen teil. Der Lotus 16 war eine Weiterentwicklung des Lotus 12, den Hills Teamkollege Cliff Allison im Rennen fuhr. Die Frontpartie wurde ovaler gestaltet und der Frontmotor schräg versetzt eingebaut, zudem wurde das Design leicht überarbeitet. Der Lotus 16 war der letzte Wagen des Teams mit einem Frontmotor, und da schon der Lotus 18 als heckmotorbetriebene Alternative in Arbeit war, wurde dieser Wagen nicht mehr weiterentwickelt, wodurch Lotus weiterhin im Mittelfeld positioniert lag.
Erneut wurde der Rest des Feldes mit privat eingesetzten Maserati 250F gefüllt, die mangels Weiterentwicklungen jedoch nicht mehr siegfähig waren. Juan Manuel Fangio, fünfmaliger Weltmeister, der die Jahre zuvor dominierte, trat ein letztes Mal in der Formel 1 mit einem solchen privaten Maserati an. Nach dem Rennen beendete Fangio seine Motorsportkarriere. Phil Hill, Weltmeister der Automobil-Weltmeisterschaft 1961, bestritt beim Großen Preis von Frankreich 1958 sein erstes Formel-1-Rennen. Er fuhr den privaten Maserati von Jo Bonnier, der selbst den Wagen von Giorgio Scarlatti fuhr. Paco Godia fuhr wie Fangio sein letztes Formel-1-Rennen und beendete im Anschluss ebenfalls seine Karriere.
Die restlichen drei Maseratis wurden von der Scuderia Centro Sud eingesetzt für Gerino Gerini, Carroll Shelby und Troy Ruttman. Für Shelby war es das Formel-1-Debüt, Ruttman startete zuvor nur bei mehreren Indianapolis 500, die für die Automobilweltmeisterschaft zählten, wovon er eines gewann.
In der Fahrerwertung führte Vanwall-Fahrer Stirling Moss mit drei Punkten Vorsprung vor den Ferrari-Fahrern Hawthorn und Musso, in der Konstrukteurswertung lag Ferrari einen Punkt vor Cooper und hatte vier Punkte Vorsprung auf Vanwall. Beide Wertungen waren noch völlig offen und jeder Fahrer und jedes Team hatte Chancen auf die Titel. Mit Fangio, Collins und Hawthorn traten drei ehemalige Sieger zum Rennen an, Ferrari war das einzige zuvor auf dieser Strecke erfolgreiche Team.

### Training
Ferrari dominierte das Training und erzielte die ersten zwei Startpositionen. Hawthorn fuhr erneut die schnellste Zeit und war sieben Zehntelsekunden schneller als sein Teamkollege Musso. Collins qualifizierte sich für den vierten Platz. Graf Berghe Von Trips startete vom Ende des Feldes, nachdem er im Training keine Zeit aufgestellt hatte. Zwischen die Ferraris schob sich auf Platz drei Schell auf B.R.M. Auch seine Teamkollegen Trintignant und Behra lagen mit den Positionen sieben und neun in Schlagdistanz zu den Top-Teams. Vanwall fehlte über eine Sekunde auf Hawthorns Zeit, Tony Brooks qualifizierte sich vor Moss auf Platz fünf, während Lewis-Evans auf Position zehn lag.
Der beste Fahrer mit einem privaten Maserati war Fangio, der mit Startplatz acht die ersten zehn komplettierte. Cooper lag weiterhin im hinteren Mittelfeld, während Lotus auch mit neuem Wagen nur Platz 18 und 19 erreichte und einen großen Abstand zur Konkurrenz aufwies.

### Rennen
Schell startete erneut am besten, der vor Hawthorn die Führung übernahm, doch Hawthorn konterte noch in der ersten Rennrunde und ging als Führender in die zweite Runde. Im Anschluss verlor Schell mehrere Positionen und duellierte sich mit Behra, Moss und Fangio um Platz fünf. Um Position zwei begann ein Dreikampf zwischen Musso, Collins und Brooks, währenddessen Hawthorn an der Spitze von den Duellen hinter ihm profitierte und sich einen Vorsprung herausfuhr. Musso ging im Verfolgerduell als Sieger hervor, nachdem der Vanwall das Tempo der Ferrari nicht mitgehen konnte und Collins in Runde fünf zurückfiel, weil sein Gaspedal klemmte.
Das Rennen war wie schon zuvor beim Großen Preis von Belgien 1958 von Ausfällen durch Motorschäden geprägt, Allison schied in Runde sechs mit Motorschaden aus, Shelby bei seinem Debütrennen in Runde neun.
Bis zur Runde neun kam Musso immer näher an Hawthorn heran und fuhr mit viel Risiko, um das Rennen zu gewinnen. Der Große Preis von Frankreich galt zu dieser Zeit als der Grand Prix mit dem höchsten Preisgeld für den Sieg, und wie später die Freundin von Musso bekannt gab, war er hochverschuldet und benötigte diese Siegprämie sehr dringend. Außerdem gab es bei Ferrari eine Art Privatallianz zwischen den britischen Fahrern Collins und Hawthorn, die sich gegen Musso richtete und es ihm schwer machte, von teaminternen Hilfen im Rennen, wie Stallregie zu profitieren. Mit einem Sieg wollte Musso seine Position bei der Scuderia Ferrari verbessern und in der Fahrerwertung in Führung gehen. All diese Voraussetzungen führten dazu, dass Musso bei seiner Aufholjagd auf Hawthorn zu risikovoll fuhr und die Kontrolle über seinen Wagen verlor. Er schlitterte von der Strecke und sein Ferrari wurde in einen zur Rennstrecke gehörenden etwas tieferen Graben geschleudert. Daraufhin kollidierte der Wagen in einem ungünstigen Winkel mit dem Boden und überschlug sich daraufhin mehrfach, wobei Musso aus dem Wagen geschleudert wurde. Er starb später in einem Krankenhaus in Reims an den Folgen der schweren Kopfverletzung, die er sich beim Unfall zugezogen hatte. Nachdem Ferrari bereits im Vorjahr einen großen Teil seiner Fahrer durch tödliche Unfälle verloren hatte, setzte sich dieser Trend zu diesem Zeitpunkt fort, Collins starb noch während der laufenden Saison, Hawthorn nach der Saison bei einem Unfall auf öffentlichen Straßen und von Trips starb in der Automobil-Weltmeisterschaft 1961 beim Großen Preis von Italien 1961.
Brooks rückte auf den zweiten Platz vor, doch auch er schied wenige Runden später mit einem Motorschaden aus. Nachdem Trintignant in Runde 23 seinen Wagen mit einer defekten Kraftstoffpumpe abgestellt hatte, ereignete sich in Runde 28 der nächste schwere Unfall, der deutlich machte, wie niedrig die Sicherheitsvorkehrungen des Circuit de Reims-Gueux zu dieser Zeit waren. Godia überlebte den Unfall, nahm allerdings nie wieder an einem Formel-1-Rennen teil. Um Platz zwei duellierten sich im Anschluss Behra, Moss und Fangio; Schell lag einige Sekunden hinter dieser Gruppe zurück, während Hawthorn seinen Vorsprung weiter ausbaute.
In Runde 33 überhitzte der Wagen von Graham Hill, der erneut mit einem technischen Defekt ausschied und weiterhin ohne Zielankunft blieb, Lotus hatte damit einen Doppelausfall seiner beiden Wagen. Weitere Motorschäden dezimierten das Feld in der verbleibenden Renndistanz, Lewis-Evans hatte einen solchen in Runde 35, Schells Motor versagte in Runde 41. Und auch für B.R.M. gab es einen Ausfall aller Wagen, als in der gleichen Runde an Behras Wagen, dem letzten verbliebenen des Teams, die Kraftstoffpumpe aussetzte. Behra duellierte sich bis dahin mit Moss um Position zwei und lag in aussichtsreicher Position für eine Podestplatzierung.
Hawthorn gewann das Rennen ungefährdet mit 24 Sekunden Vorsprung auf den zweitplatzierten Moss. Hawthorn führte jede Runde des Rennens an, fuhr die schnellste Rennrunde und startete von der Pole-Position. Damit erzielte er einen Grand Slam. Dies war zugleich der dritte und letzte Sieg von Hawthorn, zudem der erste Saisonsieg für Ferrari. Allerdings wurde der Erfolg durch den Tod des Teamkollegen überschattet. Graf Berghe von Trips komplettierte das Podium auf Platz drei, Fangio kam in seinem letzten Rennen auf Position vier. Diesen Umstand hatte er dem Sieger Hawthorn zu verdanken, der in der letzten Rennrunde langsamer fuhr, um Fangio nicht zu überrunden. Collins, der noch in der letzten Runde technische Probleme bekam, wurde nur als Fünfter gewertet, weil Fangio dank Hawthorn die letzte Runde fertig fahren durfte und dadurch Collins noch überholte.
Auf Platz sechs kam Brabham ins Ziel, Cooper gelang damit erneut keine Punkteplatzierung, Salvadori erreichte mit 13 Runden Rückstand Platz elf. Phil Hill erreichte bei seinem Debüt Platz sieben vor Bonnier und Gerini, Ruttmann wurde Zehnter.
In der Fahrerwertung blieben die vorderen fünf Plätze unverändert, Moss und Hawthorn zogen der Konkurrenz aber mit Punkten davon und waren nach dem Rennen gleichauf. Alle Fahrer hatten noch theoretische Chancen Weltmeister zu werden. Auch in der Konstrukteurswertung war noch alles offen, Ferrari baute seinen Vorsprung auf Vanwall auf sechs Punkte aus, die an Cooper vorbeizogen. Maserati stieg durch die Punkte von Fangio auf Platz fünf in der Konstrukteurswertung, allerdings waren dies die letzten Punkte der Teamgeschichte. Der Maserati 250F kam noch zwei weitere Jahre zum Einsatz, erreichte aber nicht mehr die Konkurrenzfähigkeit früherer Jahre.

## Meldeliste
| Team                     | Nr. | Fahrer                         | Chassis            | Motor           | Reifen |
| ------------------------ | --- | ------------------------------ | ------------------ | --------------- | ------ |
| Scuderia Ferrari         | 02  | Luigi Musso                    | Ferrari Dino 246F1 | Ferrari 2.4 V6  | E      |
| Scuderia Ferrari         | 04  | Mike Hawthorn                  | Ferrari Dino 246F1 | Ferrari 2.4 V6  | E      |
| Scuderia Ferrari         | 06  | Wolfgang Graf Berghe von Trips | Ferrari Dino 246F1 | Ferrari 2.4 V6  | E      |
| Scuderia Ferrari         | 42  | Peter Collins                  | Ferrari Dino 246F1 | Ferrari 2.4 V6  | E      |
| Vandervell Products Ltd  | 08  | Stirling Moss                  | Vanwall VW57       | Vanwall 2.5 L4  | D      |
| Vandervell Products Ltd  | 10  | Tony Brooks                    | Vanwall VW57       | Vanwall 2.5 L4  | D      |
| Vandervell Products Ltd  | 12  | Stuart Lewis-Evans             | Vanwall VW57       | Vanwall 2.5 L4  | D      |
| Owen Racing Organisation | 14  | Jean Behra                     | BRM P25            | BRM 2.5 L4      | D      |
| Owen Racing Organisation | 16  | Harry Schell                   | BRM P25            | BRM 2.5 L4      | D      |
| Owen Racing Organisation | 18  | Maurice Trintignant            | BRM P25            | BRM 2.5 L4      | D      |
| Cooper Car Company       | 20  | Roy Salvadori                  | Cooper T45         | Climax 2.0 L4   | D      |
| Cooper Car Company       | 22  | Jack Brabham                   | Cooper T45         | Climax 2.2 L4   | D      |
| Team Lotus               | 24  | Graham Hill                    | Lotus 16           | Climax 2.0 L4   | D      |
| Team Lotus               | 26  | Cliff Allison                  | Lotus 12           | Climax 2.2 L4   | D      |
| Scuderia Centro Sud      | 28  | Carroll Shelby                 | Maserati 250F      | Maserati 2.5 L6 | P      |
| Scuderia Centro Sud      | 30  | Troy Ruttman                   | Maserati 250F      | Maserati 2.5 L6 | P      |
| Scuderia Centro Sud      | 32  | Gerino Gerini                  | Maserati 250F      | Maserati 2.5 L6 | P      |
| Juan Manuel Fangio       | 34  | Juan Manuel Fangio             | Maserati 250F      | Maserati 2.5 L6 | P      |
| Jo Bonnier               | 36  | Phil Hill                      | Maserati 250F      | Maserati 2.5 L6 | P      |
| Giorgio Scarlatti        | 38  | Jo Bonnier                     | Maserati 250F      | Maserati 2.5 L6 | P      |
| Paco Godia               | 40  | Paco Godia                     | Maserati 250F      | Maserati 2.5 L6 | P      |

## Klassifikationen

### Qualifying
| Pos. | Fahrer                         | Konstrukteur  | Zeit       | Start |
| ---- | ------------------------------ | ------------- | ---------- | ----- |
| 01   | Mike Hawthorn                  | Ferrari       | 2:21,7     | 01    |
| 02   | Luigi Musso                    | Ferrari       | 2:22,4     | 02    |
| 03   | Harry Schell                   | B.R.M.        | 2:23,1     | 03    |
| 04   | Peter Collins                  | Ferrari       | 2:23,3     | 04    |
| 05   | Tony Brooks                    | Vanwall       | 2:23,4     | 05    |
| 06   | Stirling Moss                  | Vanwall       | 2:23,7     | 06    |
| 07   | Maurice Trintignant            | B.R.M.        | 2:23,7     | 07    |
| 08   | Juan Manuel Fangio             | Maserati      | 2:24,0     | 08    |
| 09   | Jean Behra                     | B.R.M.        | 2:24,2     | 09    |
| 10   | Stuart Lewis-Evans             | Vanwall       | 2:25,3     | 10    |
| 11   | Paco Godia                     | Maserati      | 2:27,1     | 11    |
| 12   | Jack Brabham                   | Cooper-Climax | 2:27,3     | 12    |
| 13   | Phil Hill                      | Maserati      | 2:29,5     | 13    |
| 14   | Roy Salvadori                  | Cooper-Climax | 2:30,0     | 14    |
| 15   | Gerino Gerini                  | Maserati      | 2:30,7     | 15    |
| 16   | Jo Bonnier                     | Maserati      | 2:30,9     | 16    |
| 17   | Carroll Shelby                 | Maserati      | 2:32,0     | 17    |
| 18   | Troy Ruttman                   | Maserati      | 2:36,0     | 18    |
| 19   | Graham Hill                    | Lotus-Climax  | 2:40,9     | 19    |
| 20   | Cliff Allison                  | Lotus-Climax  | 2:49,7     | 20    |
| 21   | Wolfgang Graf Berghe von Trips | Ferrari       | keine Zeit | 21    |

### Rennen
| Pos. | Fahrer                         | Konstrukteur  | Runden | Stopps | Zeit        | Start | Schnellste Runde |
| ---- | ------------------------------ | ------------- | ------ | ------ | ----------- | ----- | ---------------- |
| 01   | Mike Hawthorn                  | Ferrari       | 50     |        | 2:03:21,3   | 01    | 2:24,9           |
| 02   | Stirling Moss                  | Vanwall       | 50     |        | + 24,6      | 06    |                  |
| 03   | Wolfgang Graf Berghe von Trips | Ferrari       | 50     |        | + 59,7      | 21    |                  |
| 04   | Juan Manuel Fangio             | Maserati      | 50     |        | + 2:30,6    | 08    |                  |
| 05   | Peter Collins                  | Ferrari       | 50     |        | + 5:24,9    | 04    |                  |
| 06   | Jack Brabham                   | Cooper-Climax | 49     |        | + 1 Runde   | 12    |                  |
| 07   | Phil Hill                      | Maserati      | 49     |        | + 1 Runde   | 13    |                  |
| 08   | Jo Bonnier                     | Maserati      | 48     |        | + 2 Runden  | 16    |                  |
| 09   | Gerino Gerini                  | Maserati      | 47     |        | + 3 Runden  | 15    |                  |
| 10   | Troy Ruttman                   | Maserati      | 45     |        | + 5 Runden  | 18    |                  |
| 11   | Roy Salvadori                  | Cooper-Climax | 37     |        | + 13 Runden | 14    |                  |
| –    | Jean Behra                     | B.R.M.        | 41     |        | DNF         | 09    |                  |
| –    | Harry Schell                   | B.R.M.        | 41     |        | DNF         | 03    |                  |
| –    | Stuart Lewis-Evans             | Vanwall       | 35     |        | DNF         | 10    |                  |
| –    | Graham Hill                    | Lotus-Climax  | 33     |        | DNF         | 19    |                  |
| –    | Paco Godia                     | Maserati      | 28     |        | DNF         | 11    |                  |
| –    | Maurice Trintignant            | B.R.M.        | 23     |        | DNF         | 07    |                  |
| –    | Tony Brooks                    | Vanwall       | 16     |        | DNF         | 05    |                  |
| –    | Luigi Musso                    | Ferrari       | 9      |        | DNF         | 02    |                  |
| –    | Carroll Shelby                 | Maserati      | 9      |        | DNF         | 17    |                  |
| –    | Cliff Allison                  | Lotus-Climax  | 6      |        | DNF         | 20    |                  |

## WM-Stand nach dem Rennen
Die ersten fünf des Rennens bekamen 8, 6, 4, 3, 2 Punkte. Der Fahrer mit der schnellsten Rennrunde erhielt zusätzlich 1 Punkt. Es zählten nur die sechs besten Ergebnisse aus elf Rennen. In der Konstrukteurswertung zählten nur die Punkte des bestplatzierten Fahrers.

### Fahrerwertung
| Pos. | Fahrer                         | Konstrukteur              | Punkte |
| ---- | ------------------------------ | ------------------------- | ------ |
| 01   | Stirling Moss                  | Cooper-Climax / Vanwall   | 23     |
| 02   | Mike Hawthorn                  | Ferrari                   | 23     |
| 03   | Luigi Musso †                  | Ferrari                   | 12     |
| 04   | Harry Schell                   | Maserati / B.R.M.         | 10     |
| 05   | Maurice Trintignant            | Cooper-Climax             | 8      |
| 06   | Jimmy Bryan                    | Salih/Epperly-Offenhauser | 8      |
| 07   | Tony Brooks                    | Vanwall                   | 8      |
| 08   | Juan Manuel Fangio             | Maserati                  | 7      |
| 09   | George Amick                   | Epperly-Offenhauser       | 6      |
| 10   | Jean Behra                     | Maserati / B.R.M.         | 6      |
| 11   | Peter Collins                  | Ferrari                   | 6      |
| 12   | Johnny Boyd                    | Kurtis-Offenhauser        | 4      |
| 13   | Tony Bettenhausen              | Epperly-Offenhauser       | 4      |
| 14   | Stuart Lewis-Evans             | Vanwall                   | 4      |
| 15   | Wolfgang Graf Berghe von Trips | Ferrari                   | 4      |
| 16   | Jack Brabham                   | Maserati                  | 3      |
| 17   | Roy Salvadori                  | Cooper-Climax             | 3      |

| Pos. | Fahrer                   | Konstrukteur        | Punkte |
| ---- | ------------------------ | ------------------- | ------ |
| 18   | Cliff Allison            | Lotus-Climax        | 3      |
| 19   | Jim Rathmann             | Epperly-Offenhauser | 2      |
| 20   | Olivier Gendebien        | Ferrari             | 0      |
| 21   | Carlos Menditéguy        | Maserati            | 0      |
| 22   | Phil Hill                | Maserati            | 0      |
| 23   | Maria Teresa de Filippis | Maserati            | 0      |
| 24   | Paco Godia               | Maserati            | 0      |
| 25   | Horace Gould             | Maserati            | 0      |
| 26   | Jo Bonnier               | Maserati            | 0      |
| 27   | Carel Godin de Beaufort  | Porsche             | 0      |
| 28   | Gerino Gerini            | Maserati            | 0      |
| 29   | Troy Ruttman             | Maserati            | 0      |
| –    | Graham Hill              | Lotus-Climax        | 0      |
| –    | Giorgio Scarlatti        | Maserati            | 0      |
| –    | Wolfgang Seidel          | Maserati            | 0      |
| –    | Masten Gregory           | Vanwall             | 0      |
| –    | Carroll Shelby           | Maserati            | 0      |

### Konstrukteurswertung
| Pos. | Konstrukteur  | Punkte |
| ---- | ------------- | ------ |
| 01   | Ferrari       | 28     |
| 02   | Vanwall       | 22     |
| 03   | Cooper-Climax | 19     |
| 04   | B.R.M.        | 10     |

| Pos. | Konstrukteur | Punkte |
| ---- | ------------ | ------ |
| 05   | Maserati     | 6      |
| 06   | Lotus-Climax | 3      |
| 07   | Porsche      | 0      |